# Klachim
Klachim (hebrejsky קְלָחִים, doslova „Kukuřičný klas“, v oficiálním přepisu do angličtiny Qelahim, přepisováno též Klahim) je vesnice typu mošav v Izraeli, v Jižním distriktu, v Oblastní radě Merchavim.

## Geografie
Leží v nadmořské výšce 176 metrů na severozápadním okraji pouště Negev; v oblasti která byla od 2. poloviny 20. století intenzivně zúrodňována a zavlažována a ztratila částečně charakter pouštní krajiny. Jde o zemědělsky obdělávaný pás navazující na pobřežní nížinu.
Obec se nachází 24 kilometrů od břehu Středozemního moře, cca 70 kilometrů jihojihozápadně od centra Tel Avivu, cca 64 kilometrů jihozápadně od historického jádra Jeruzalému a 25 kilometrů severozápadně od města Beerševa. Klachim obývají Židé, přičemž osídlení v tomto regionu je etnicky převážně židovské.
Klachim je na dopravní síť napojen pomocí lokální silnice 293.

## Dějiny
Klachim byl založen v roce 1954. Zakladateli byli Židé ze severní Afriky, kteří se tu usadili v srpnu 1954. Zpočátku se nová vesnice nazývala Šoval Dalet ('שובל ד) podle nedaleké vesnice Šoval, pak Šadma (שדמה). Současný název odkazuje na zemědělský charakter zdejší krajiny.
Místní ekonomika je zčásti založena na zemědělství, kterým se ale zabývá jen několik zdejších rodin. Většina obyvatel ale za prací dojíždí mimo mošav. V obci je k dispozici synagoga, mikve, regionální knihovna, sportovní areály, mateřská škola a společenské centrum. Správní území vesnice měří 5 100 dunamů (5,1 kilometrů čtverečních). Vesnice prochází stavební expanzí. V jejím rámci se tu nabízejí stavební parcely soukromým uchazečům. První etapa již probíhá, plánuje se další, ve které bude k dispozici 30 dalších pozemků.

## Demografie
Obyvatelstvo mošavu je smíšené, tedy sestávající ze sekulárních i nábožensky orientovaných lidí. Podle údajů z roku 2014 tvořili naprostou většinu obyvatel v Klachim Židé (včetně statistické kategorie "ostatní", která zahrnuje nearabské obyvatele židovského původu ale bez formální příslušnosti k židovskému náboženství).
Jde o menší obec vesnického typu s dlouhodobě rostoucí populací. K 31. prosinci 2014 zde žilo 580 lidí. Během roku 2014 populace stoupla o 5,8 %.
| Rok            | 1961 | 1972 | 1983 | 1995 | 2001 | 2003 | 2004 | 2005 | 2006 | 2007 | 2008 | 2009 | 2010 | 2011 | 2012 | 2013 | 2014 |
| -------------- | ---- | ---- | ---- | ---- | ---- | ---- | ---- | ---- | ---- | ---- | ---- | ---- | ---- | ---- | ---- | ---- | ---- |
| Počet obyvatel | 272  | 294  | 280  | 256  | 244  | 266  | 265  | 276  | 307  | 298  | 309  | 376  | 436  | 463  | 508  | 548  | 580  |